# Limbo (мова програмування)
Limbo — мова програмування в операційній системі Inferno, створена в 1995 році розробниками ОС Plan 9 з Bell Labs.
Синтаксично мова є близькою C та Java, результатом компіляції є байт-код.

## Механізми та типи
Мова підтримує наступні концепції або механізми програмування:
- Модульне програмування;
- Конкурентні обчислення;
- Типізацію;
- Абстрактні типи даних
- Обмін повідомленнями між процесами;
- Обмін даними між процесами;
- Динамічне керування пам'яттю.

Мова підтримує вбудовані типи:
- Byte (8-розрядне ціле беззнакове число),
- Int (32-розрядне ціле число зі знаком),
- Big (64-розрядне ціле число зі знаком),
- Real (64-розрядне число з плаваючою комою),
- Array (масив зі слайсами),
- string (рядок),
- Adt (абстрактний тип даних),
- Tuple (Кортеж),
- module.

## Приклад програми
Програма «Hello world!»:
```
 
implement
 
Command
;

 

 
include
 
"sys.m"
;

     
sys
:
 
Sys
;

 

 
include
 
"draw.m"
;

 

 
init
(
nil
:
 
ref
 
Draw
->
Context
,
 
nil
:
 
list
 
of
 
string
)

 
{

     
sys
 
=
 
load
 
Sys
 
Sys
->
PATH
;

     
sys
->
print
(
"Hello World!
\n
"
);

 
}

```